# 大季爾欽
51°43′5″N 31°41′26″E / 51.71806°N 31.69056°E
大季爾欽（烏克蘭語：Великий Дирчин），是烏克蘭北部的村莊，隸屬切爾尼希夫州的切爾尼希夫區。該村面積3.5平方公里，海拔高度117米，2006年人口339，人口密度每平方公里96.9人。